# Luc Van Aelst
Luc Van Aelst (1967 – Spanje, 2 april 2013) was een Belgisch journalist, schrijver en econoom.
Van Aelst rondde in 1987 zijn studie economie aan de Universiteit van Antwerpen af en ging vervolgens aan de slag bij de spaarbank Ippa. Na drie jaar werd hij journalist bij de Belgische krant De Tijd, waar hij 20 jaar zou blijven werken. Hij heeft zijn bekendheid voornamelijk te danken aan het volgen van het proces tegen Lernout & Hauspie, waar hij ook twee boeken over schreef.
In 2013 overleed Van Aelst aan een aangeboren leverinsufficiëntie op vakantie in Spanje.